# Bolitoglossa chucantiensis
Bolitoglossa chucantiensis es una especie de salamandras en la familia Plethodontidae.

## Distribución geográfica y hábitat
Es endémica de Panamá. específicamente del Cerro Chucantí